# 두영효과
두영효과(head shadow 또는 acoustic shadow effect)는 머리에 의해 소리가 막히면서 소리의 강도가 줄어드는 효과를 말한다. 회절의 한 예시이다.
소리는 머리를 통해서, 또는 머리 주변을 돌아서 귀에 도달한다. 머리에 의해 소리가 막히는 현상은 소리의 강도가 약해지는 음파 감쇠에 기여하며 소리가 걸러지는 효과를 일으킨다. 머리에 의한 소리의 필터링 효과는 소리위치에 필수적이다. 소리위치란 뇌가 양쪽 귀에서 들려오는 소리의 강도, 음색, 위상의 차이를 이용하여 뇌에서 소리의 방향 정보를 해석하는 것이다.
머리에 의해 가려지는, 즉 소리를 내는 음원에서 멀리 있는 쪽의 귀는 소리를 약간 늦게(대략 0.7 ms까지 늦게) 받아들인다. 또한 음파의 음색 역시 멀리 있는 쪽 귀에서는 머리 때문에 다르게 나타난다.
두영효과는 편측성 난청 환자가 소리의 위치를 판별하는 것을 특히 어렵게 만든다. 또한 방향성 마이크로폰을 이용해 난청을 교정할 때 고려해야 하는 요인 중 하나이다.

## 같이 보기
- 양귀간 강도차(영어판)
- 청각

## 참고 문헌
- Gray, Lincoln; Kesser, Bradley; Cole, Erika (September 2009). “Understanding speech in noise after correction of congenital unilateral aural atresia: effects of age in the emergence of binaural squelch but not in use of head-shadow”. 《Int. J. Pediatr. Otorhinolaryngol.》 73 (9): 1281–7. doi:10.1016/j.ijporl.2009.05.024. PMID 19581007.
- Oberzut, Cherish; Olson, Laurel (2003). “Directionality and the head-shadow effect”. 《The Hearing Journal》 56 (4).
- Schleich, P.; Nopp, P.; d'Haese, P. (June 2004). “Head shadow, squelch, and summation effects in bilateral users of the MED-EL COMBI 40/40+ cochlear implant”. 《Ear Hear》 25 (3): 197–204. doi:10.1097/01.aud.0000130792.43315.97. PMID 15179111. S2CID 26115988.
- Van Wanrooij, M. M.; Van Opstal, A. J. (April 2004). “Contribution of head shadow and pinna cues to chronic monaural sound localization”. 《J. Neurosci.》 24 (17): 4163–71. doi:10.1523/JNEUROSCI.0048-04.2004. PMC 6729291. PMID 15115811.